# Station Beho
Station Beho is een voormalig spoorwegstation langs spoorlijn 163 (Libramont – Bastenaken – Gouvy) in de Belgisch-Luxemburgse plaats en deelgemeente Beho, in de gemeente Gouvy. Het station met telegrafische code GBH werd onder de Duitse bezetting geopend in 1917 en voor personen gesloten op 18 mei 1952. In 1961 werd het station ook voor goederen gesloten.
0,0: Libramont ·
3,5: Ourt ·
6,6: Bernimont ·
10,5: Wideumont ·
15,7: Rosières ·
18,9: Morhet ·
22,2: Sibret ·
24,2: Villeroux ·
28,7: Bastenaken-Zuid ·
29,8: Bastenaken-Noord ·
33,4: Bizory ·
38,9: Bourcy ·
44,6: Tavigny ·
52,5: Limerlé ·
58,9: Gouvy ·
66,4: Beho ·
69,0: Maldange ·
71,4: Weisten ·
74,2: Crombach ·
79,0: Sankt Vith